# La Renga
I La Renga sono un gruppo rock-heavy metal argentino formatosi nel 1988.

## Formazione
Attuale
- Gustavo "Chizzo" Nápoli - voce, chitarre (1988–presente)
- Gabriel "Tete" Iglesias - basso (1988–presente)
- Jorge "Tanque" Iglesias - batteria, percussioni (1988–presente)
- Manuel "Manu" Varela - sassofono, armonica, chitarre, cori (1992–presente)

Ex componenti
- Raúl "Locura" Dilelio - chitarra (1988–1991)
- Gabriel "Chiflo" Sanchez - sassofono, tromba (1991–2008)

## Discografia

### Album studio
- Esquivando Charcos (1991)
- A Dónde Me Lleva La Vida (1994)
- Despedazado por Mil Partes (1996)
- La Renga (1998)
- La Esquina del Infinito (2000)
- Detonador de Sueños (2003)
- TruenoTierra (2006)
- Algún Rayo (2010)
- Pesados Vestigios (2014)

### Album live
- Bailando en una pata (1995)
- Insoportablemente Vivo (2001)
- En el Ojo del Huracán (2006)

### Video
- Bailando en una pata (1995)
- Insoportablemente Vivo (2004)
- En el Ojo del Huracán (2006)

### EP
- Documento Unico (2002)
- Gira TruenoTierra (2007)